# John Samuelson
John Artur Samuelson, född 12 december 1881 i Malmö, död 17 juli 1963 i Falkenberg, var häradshövding vid Hallands mellersta domsaga under åren 1925–1949. Under åren 1920–1924 var han militieombudsmannens ersättare och under åren 1924–1926 var han riksdagens militieombudsman.
John Samuelson avlade juris utriusque kandidatexamen i Lund 1904. Efter tingstjänstgöring blev han 1910 tillförordnad fiskal i Svea hovrätt och adjungerad ledamot där 1911. År 1914 blev han tillförordnad revisionssekreterare och 1915 ledamot av och sekreterare i Kronolägenhetskommissionen. Samma år, det vill säga 1914, blev han assessor i Svea hovrätt och 1917 ordinarie hovrättsfiskal där. Samma år blev han hovrättsråd vid Svea hovrätt. År 1918 blev han konstituerad revisionssekreterare och utnämndes samma år till hovrättsråd i Hovrätten över Skåne och Blekinge.
Åren 1919–1923 var han förordnad som ledamot och sakkunnig vid behandlingen av vissa lagstiftningsfrågor inom Justitiedepartementet.
Efter att 19201924 ha valts till militieombudsmannens suppleant efterträdde han denne i oktober 1924. Samuelson utnämndes i november 1925 till häradshövding i Hallands läns mellersta domsaga.
Han fick kommendörkorset av Nordstjärneorden, första klassen. John Samuelson hade ett mycket gott anseende och ansågs som en av Sveriges främsta jurister och domare. Han är begravd på Skogskyrkogården i Falkenberg.